# Pig Squeals
Pig Squeals (engl. für Schweinegequieke) sind eine im Grindcore, Deathcore sowie im Slam Death Metal genutzte gutturale Gesangstechnik. Sie können sowohl durch Ein- als auch Ausatmen erzeugt werden.

## Geschichte
Die Pig-Squeal-Gesangstechnik wurde Mitte der 1990er von verschiedenen Grindcore- und Death-Metal-Bands wie Cryptopsy entwickelt. Bis heute werden Pig Squeals nahezu ausschließlich in diesen Genres sowie ihren Subgenres verwendet.

## Verwendung
Pig Squeals im Deathcore werden im Gegensatz zu anderen Techniken meist nicht durchgehend genutzt, sondern stellen eine Art Akzentuierung dar und klingen meistens nach dem fiktiven Wort „Bree“ (das einen ähnlichen Klang wie der Name des Weichkäses Brie aufweist; das r wird aber, anders als in diesem, englisch ausgesprochen). Es werden meist einfache Pig Squeals während der genretypischen Breakdowns eingesetzt, ohne ihn tiefer oder höher erklingen zu lassen. Einige Deathcore-Bands nutzen jedoch fast ausschließlich diese Gesangstechnik. Bands, die dafür bekannt sind, Pig Squeals exzessiv zu nutzen, sind Waking the Cadaver, Salt the Wound, Dr. Acula, We Butter the Bread with Butter und Despised Icon. Die aus England stammende Band Annotations of an Autopsy ist bekannt für ihre besonders hohen Pig Squeals.
Im Slam Death Metal oder im Goregrind allerdings finden Pig Squeals weitaus mehr Benutzung, dort werden sie, neben dem Growl, am Meisten für den Gesang benutzt, da dieser besonders entmenscht und unverständlich klingt. Einige Bands verzerren ihre Squeals zusätzlich durch einen Pitch-Shifter, um ihn einige Oktaven nach unten bzw. oben zu versetzen um sie noch fremdartiger erscheinen zu lassen (z. B. die Goregrind-Band Jig-Ai aus Prag). Weitere Bands, die ausschließlich pigsquealen, sind unter anderem Devourment, Kraanium oder Katalepsy.
Pig Squeals können, genauso wie die anderen gutturalen Gesangstechniken, durch Ein- und Ausatmen gebildet werden. Während der Squeal durch Inhales (Einatmen) leiser, dafür aber tiefer oder höher gebildet werden kann, ist der Exhale Pig Squeal (Ausatmen) lauter und sticht meistens durch besonders starkes „Blubbern“ hervor, wie es mit Inhales kaum möglich ist.
Einen guten Vergleich der Unterschiede zwischen In- und Exhale Pig Squeals kann man zwischen den Bands Devourment (Inhale) und Cemetery Rapist (Exhale) erkennen.

## Gesundheitliche Risiken
Bei falscher Ausführung von Pig Squeals oder schlechten Grundvoraussetzungen, wie Erkrankungen der Atemwege, bestehen gesundheitliche Risiken. Diese beschränken sich jedoch auf den Kehlkopfbereich. So kann neben temporären „Kratzen“ im Kehlkopf in sehr seltenen Fällen auch eine langfristige Schädigung der Stimme eintreten. Daher sollte man die Technik vor der Anwendung am besten durch dafür spezialisierten Gesangsunterricht lernen.